# 747

747(칠백사십칠)은 746보다 크고 748보다 작은 자연수다.

## 수학
- 합성수로, 그 약수는 1, 3, 9, 83, 249, 747이다. 진약수의 합은 345이므로, 747은 부족수다.
- {\displaystyle 747=9^{2}+15^{2}+21^{2}}
  - 공차가 6인 세 자연수의 제곱합으로 나타낼 수 있는 수다. 이 성질을 지닌 앞의 수는 660, 다음 수는 840이다.
- {\displaystyle 82^{2}-1}은 747로 나누어떨어진다.

## 과학
- NGC 747(영어판): 고래자리 방향에 있는 나선은하.

## 교통

### 항공
- 보잉 747: 보잉의 대형 여객기. 애칭은 ‘점보 제트(Jumbo Jet)’다.

### 철도
- 서울 지하철 7호선 철산역의 역번호.

### 도로
- 747번 지방도: 전북특별자치도 고창군 성내면에서 부안군 동진면까지 이어지는 대한민국의 지방도.
- 현도 제747호선

## 군사
- 747 해군 항공대(영어판): 과거 존재한 영국의 해군 항공대.
- U-747(영어판): 제2차 세계 대전에 사용된 나치 독일의 군용 잠수함.

## 문화유산
- 대한민국의 보물 제747호: 최문병 의병장 안장

## 방송
- AM 747kHz: KBS 제1라디오 비아 송신소의 주파수.

## 기타
- 연도: 747년, 기원전 747년
- 747공약: 이명박의 경제공약.